# Lhotky
Lhotky település Csehországban, a Mladá Boleslav-i járásban. Lhotky Domousnice, Březno, Kobylnice, Petkovy, Nová Telib, Žerčice és Ujkovice településekkel határos. Lakosainak száma 161 fő (2024. január 1.).

## Népesség
A település lakosságának változását az alábbi diagram mutatja:
| Lakosok száma | 311  | 324  | 319  | 203  | 113  | 118  | 142  | 152  | 166  | 161  |
|               | 1869 | 1890 | 1921 | 1950 | 1980 | 2001 | 2017 | 2019 | 2022 | 2024 |